# Tomás Guidara
Tomás Ezequiel Guidara (Córdoba, Argentina; 13 de marzo de 1996) es un futbolista argentino. Juega de lateral derecho y su equipo actual es el Club Atlético Huracán, de la Liga Profesional Argentina.

## Trayectoria
Comenzó su carrera en las inferiores de Belgrano, club donde llegó a los 16 años. Firmó su primer contrato profesional con el club el 12 de junio de 2017 y debutó por el primer equipo el 22 de junio en la victoria por 2-1 contra Newell's Old Boys; jugó todo el encuentro y jugó la fecha siguiente contra Huracán y se ganó la confianza del técnico en su segunda temporada. Renovó su contrato con Belgrano el 26 de abril de 2018.
En junio de 2019 Guidara fichó por Vélez Sarsfield.

## Palmarés

### Títulos nacionales
| Título           | Club            | País      | Año  |
| ---------------- | --------------- | --------- | ---- |
| Primera División | Vélez Sarsfield | Argentina | 2024 |